# Ptilodactyla gracilicornis
Ptilodactyla gracilicornis là một loài bọ cánh cứng trong họ Ptilodactylidae. Loài này được Delève miêu tả khoa học năm 1972.